# Hoplidostylus borrei
Hoplidostylus borrei är en insektsart som först beskrevs av Griffini 1908.  Hoplidostylus borrei ingår i släktet Hoplidostylus och familjen vårtbitare. Inga underarter finns listade i Catalogue of Life.